# 국민의 힘 (인터넷 정치 단체)
국민의 힘은 대한민국의 시민단체이자 인터넷 정치단체이다. 2003년 4월 17일에 설립되었다. 설립 목적은 직접 민주주의의 이상 실현 및 정치의식 고양이고, 주요 활동으로는 유권자 바로 알기 운동, 국회의원 정보 공개 운동, 부패·철새·악덕 정치인 추방 운동 등이 있었다. 공동대표로 '싸리비'로 유명했던 정청래, '무착'으로 유명했던 이경섭, '늘비'라는 아이디의 김석종이 있었으며, 배우 문성근, 명계남 또한 활동했다. 미래통합당의 변경 당명인 국민의힘에 단체명을 가져간다고 비판했다.

## 같이 보기
- 정청래